# TWIP-Stahl
TWIP-Stahl (englisch Twinning Induced Plasticity, zu deutsch durch Zwillingsbildung induzierte Plastizität, nach seinem Haupt-Legierungselement auch Hoch-Mangan-Stahl) ist eine Austenit-Stahlsorte, bei der bei plastischer Verformung wegen einer relativ geringen Stapelfehlerenergie von 18–45 mJ/m² eine intensive Zwillingsbildung stattfindet. Dieser Vorgang findet schon bei geringer Belastung statt (~ 300 MPa) und verfestigt den Stahl, wobei die Bruchdehnung über 60 % liegt.
Wegen dieser Eigenschaften ist er vorgesehen zur Herstellung von Karosseriebauteilen in der Automobilindustrie, insbesondere in der Knautschzone. Größte Hürde für den Einsatz im Automobilbau ist seine Neigung zu verzögerter Rissbildung auf Grund von Wasserstoffversprödung.

## Chemische Eigenschaften
TWIP-Stahl besitzt einen Kohlenstoffgehalt von etwa 0,6 %. Legierungselemente sind Mangan (25–30 %), Aluminium und Silizium (bis 2 %).

## Mechanische Eigenschaften
- Elastizitätsmodul: 170 GPa
- Bruchfestigkeit: 1000 MPa
- Bruchdehnung > 50 %